# 阿真塔 (內華達州)
阿真塔（英語：Argenta）是位於美國內華達州蘭德縣的鬼鎮。

## 歷史
阿真塔的郵局於1868年設立，其後於1874年停運。

## 地理
阿真塔所處的海拔為高於海平面1400米（即4593英呎），而該地所採用的時區為UTC-8，即太平洋时区（PST）。同時該地設有夏令時間，為UTC-8調快一小時，即UTC-7（PDT）。